# Nechworoszcza (obwód wołyński)
Nechworoszcza  (ukr. Нехвороща) – wieś na Ukrainie na terenie rejonu włodzimierskiego w obwodzie wołyńskim, liczy 238 mieszkańców.
Przed II wojną światową miejscowość nosiła nazwę Biskupicze Górne (Ruskie). 11 lipca 1943 roku członkowie UPA zamordowali we wsi, kolonii i majątku 90 Polaków.